# Hochwasserschutz in den Niederlanden

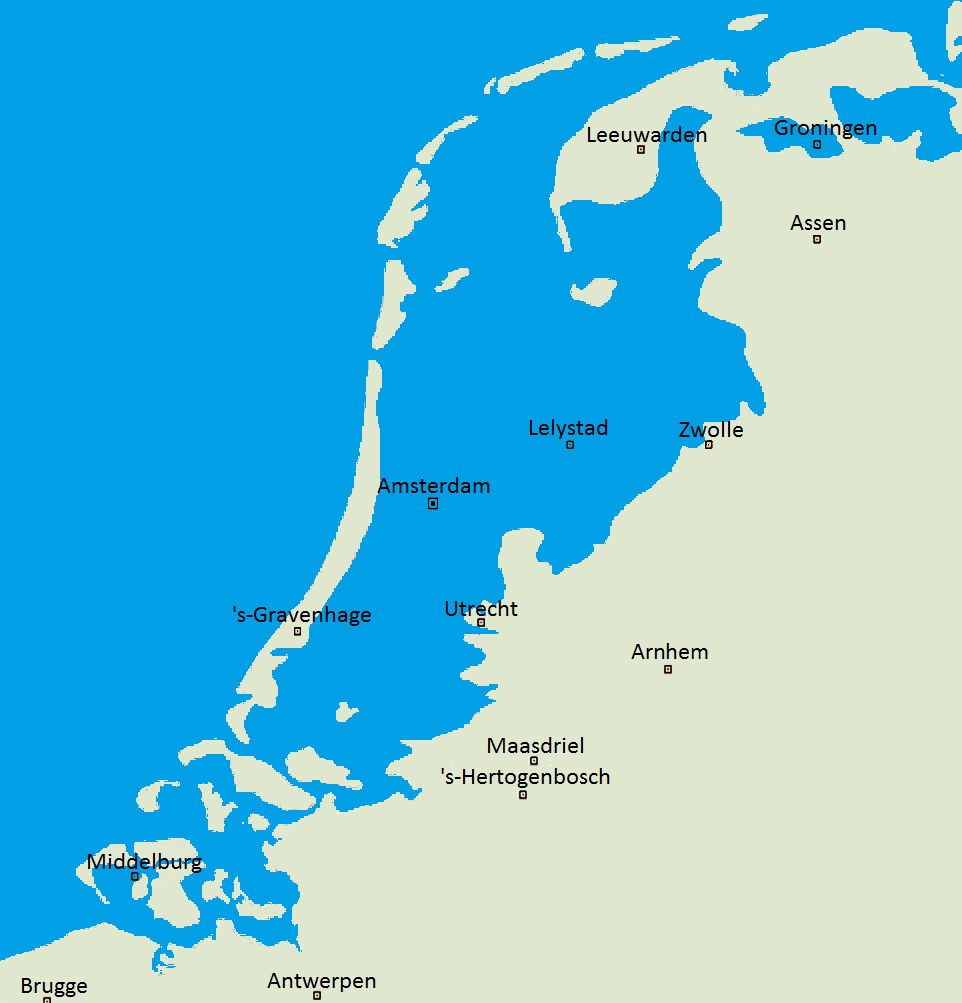
Karte der Niederlande ohne Deiche mit potenziell überfluteten Gebieten

Der Hochwasserschutz in den Niederlanden (waterbeheer) ist von existenzieller Bedeutung für das Land, dessen Fläche zu 26 % unterhalb des Meeresspiegels liegt und daher akut von Überschwemmungen bedroht ist. Im Laufe der Geschichte haben zahllose Menschen in den Niederlanden ihr Leben in Flutkatastrophen verloren, zuletzt in der Hollandsturmflut von 1953.  Um sich davor zu schützen und zugleich neues Land zu gewinnen, begannen die  Niederländer etwa ab dem Jahr 1000 damit, Dämme und Deiche entlang der Flussufer und Küstenlinien zu errichten, Polder einzudeichen und sie mithilfe von Windmühlen trockenzulegen.

## Erste Bemühungen und Probleme durch Raubbau

### Warften

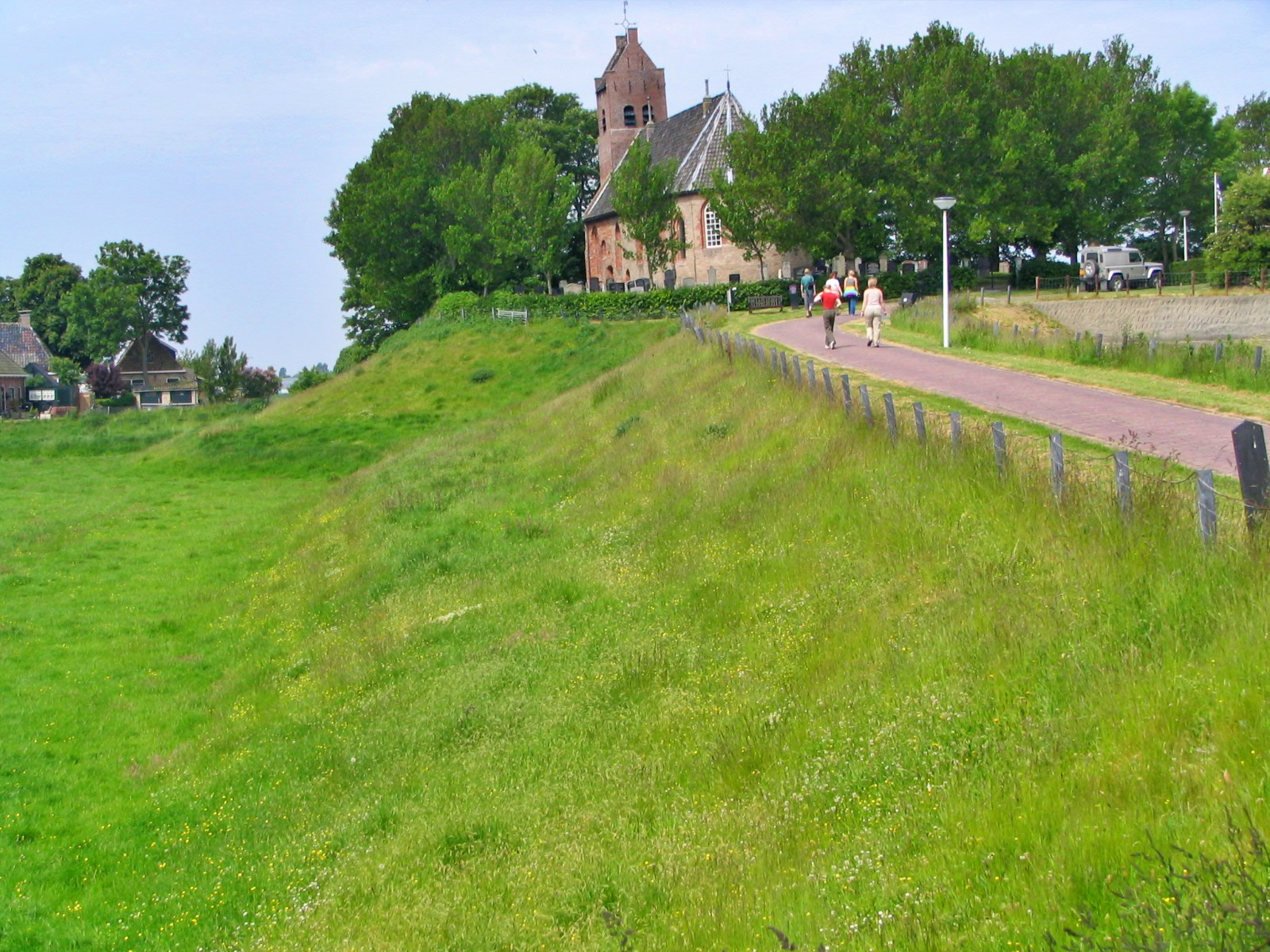
Warft mit Kirche in Hegebeintum, Friesland

Bereits während der Eisenzeit um etwa 600 v. Chr. suchten Menschen nach Wegen, die tiefliegenden Küstengebiete in den heutigen Provinzen Friesland und Groningen mit ihren fruchtbaren Lehmböden zu besiedeln. Die ersten Bewohner legten hier eine große Anzahl künstlicher Hügel, sogenannte Warften (niederl. Terpen oder Wierden), an. Im Zentrum dieser Hügel wurden später häufig Kirchen erbaut, während sich in den tiefer gelegenen Bereichen um diese herum meist Bauernhöfe ansiedelten. Noch heute bilden diese Wohnhügel ein typisches Landschaftsmerkmal der nord-niederländischen Küste.

### Deiche
Etwa um das Jahr 1000 herum wurde mit der Eindeichung von Flüssen und Küstengebieten zum Schutz vor Überschwemmungen begonnen. Anfangs handelte es sich hierbei vor allem um Torfgebiete, ab dem 13. Jahrhundert wurden dann auch zunehmend Schorren eingedeicht. Die ersten Deiche waren alles andere als stark befestigt, Sturmfluten führten regelmäßig zu Deichdurchbrüchen. Gegen Ende des Mittelalters wurden die Deiche dann zunehmend verstärkt. Zudem begann man nach flämischem Vorbild mit der Gründung sogenannter Waterschappen (niederl. wörtlich „Wasserschaften“) und Hoogheemraadschappen (wörtlich „Hochheimratschaft“). Diese zum Teil überregionalen Organe sind noch heute für die Verwaltung der Wasserwirtschaft in den Niederlanden zuständig.

### Torfgewinnung
Ab dem 11. Jahrhundert begann in den Niederungen von Holland und Utrecht eine Periode der Ausbeutung ausgedehnter Torfgebiete, die im Niederländischen als Grote Ontginning (etwa: Große Urbarmachung) bezeichnet wird. Die landwirtschaftlichen Flächen in den betroffenen Regionen vergrößerten sich in dieser Zeit zunächst stark. Zur Entwässerung des Torfs wurden Wassergräben gegraben, die zum Beispiel in Rhein, Lek oder Maas entwässerten. Das nun trockene Land sackte jedoch mit der Zeit ein und wurde damit anfällig für Sturmfluten und andere Überschwemmungen. Um die neu gewonnenen Flächen zu schützen, wurden daher Deiche gebaut, deren Instandhaltung den ansässigen Bauern und Landbesitzern oblag. Dieses Gebiet war wahrscheinlich um 1150 komplett eingedeicht, Torfgewinnung fand hier noch bis zum Ende des 13. Jahrhunderts statt.

### Entstehung von Seen durch Raubbau

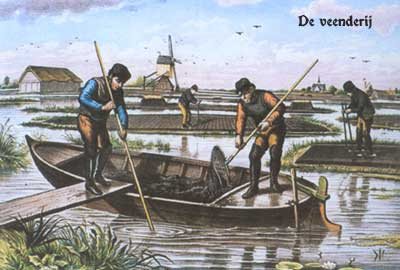
Torfstechen unter Wasser, etwa um 1800

Mit dem Aufkommen des sogenannten baggerbeugel, einer Art Kescher mit langem Stiel, im 16. Jahrhundert konnte der Torf auch unterhalb der Wasseroberfläche abgebaut werden, eine Praxis die als slagturven bekannt war. Anschließend wurde der gestochene Torf auf ausgesparten Flächen, den sogenannten legakkers getrocknet. Eine Folge des slagturvens, vor allem wenn es im großen Maßstab angewendet wurde, war die Bildung teils großflächiger Seen durch die Überflutung der legakkers bei Stürmen. So konnten sich gelegentlich mehrere kleine Seen nach einem starken Sturm zu einem einzigen großen Gewässer vereinigen. Auf diese Weise vereinigten sich im 16. Jahrhundert Haarlemmermeer und Leidsemeer, wodurch eine Wasserfläche erheblicher Größe entstand. Erst im 19. Jahrhundert beschloss man, diese trockenzulegen. Weitere Beispiele für auf diese Art entstandene Gewässer sind die Loosdrechtschen Plassen sowie die Vinkeveense Plassen im Nordwesten von Utrecht.

## Landgewinnung im großen Maßstab

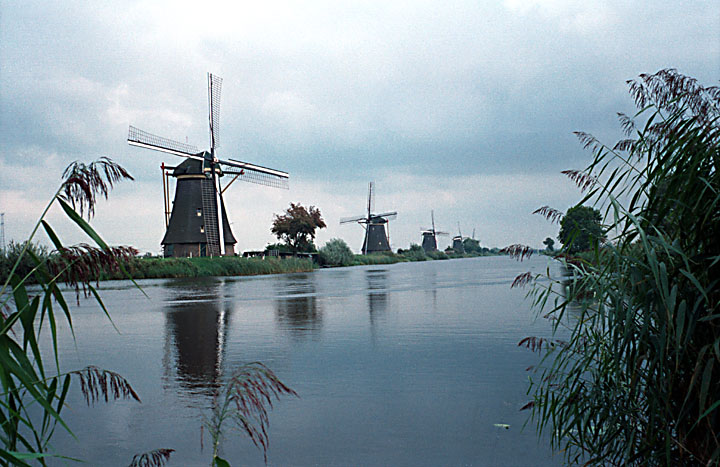
Windmühlen auf dem Deich des Overwaard-Polders bei Kinderdijk

### Polder
Gegen Ende des Mittelalters stieg analog zu steigenden Bevölkerungszahlen der Bedarf an landwirtschaftlichen Flächen, insbesondere um die stark wachsende Stadt Amsterdam, stark an. Daher begann man mit der Eindeichung großer Gebiete, der sogenannten Polder, deren Bodenniveau meist deutlich unterhalb des Wasserspiegels angrenzender Gewässer lag. Das Wasser musste daher aus angelegten Entwässerungsgräben über die Deiche gepumpt werden. Dazu wurden die für die niederländische Landschaft heute typischen Windmühlen gebaut. Die erste dieser Mühlen wurde etwa 1408 durch Floris van Alkemade und Jan Grietenoon bei Alkmaar errichtet. Die erste dokumentierte Trockenlegung eines Polders war die des südlich von Alkmaar gelegenen Achtermeer-Polders. Ob dies tatsächlich das erste dieser Projekte war, das in den heutigen Niederlanden durchgeführt wurde, ist jedoch nicht gesichert.
Heute gibt es in den Niederlanden mehr als 3.000 Polder unterschiedlicher Größen und Alter, insbesondere in den Provinzen Noord-Holland, Zuid-Holland und Flevoland, wobei letztere sogar gänzlich aus Poldergebieten besteht.

### Zuiderzeewerke

Die Zuiderzeewerke

Die Zuiderzeewerke sind ein System von Deichen, Pumpanlagen und neu gewonnenen Landflächen im Norden der Niederlande. Ihr bedeutendstes Bauwerk ist der 1932 fertiggestellte Abschlussdeich. Dieser verläuft zwischen Den Oever in Nordholland und Kornwerderzand in Friesland und trennt die ehemalige Zuiderzee von der Nordsee. Der durch den Bau entstandene große See wird heute IJsselmeer genannt. Erste Pläne für eine Eindeichung der Zuiderzee datieren bereits auf das 17. Jahrhundert, scheiterten jedoch lange Zeit an der technischen Umsetzbarkeit und in späteren Zeiten auch am Widerstand einiger Bevölkerungsteile. Erst im Anschluss an die folgenschwere Sturmflut von 1916 wurden die Pläne unter dem damaligen Verkehrsminister Cornelis Lely konkretisiert und 1927 schließlich mit dem Bau begonnen.
Nach der Fertigstellung des Abschlussdeichs begann man mit der Trockenlegung großer Gebiete der früheren Zuiderzee. Neben dem zu Nordholland gehörenden Polder Wieringermeer bildet der Großteil dieser Landflächen heute die 1986 gegründete Provinz Flevoland.

## Moderner Hochwasserschutz
In moderner Zeit werden in den Niederlanden Gebiete von hohem ökonomischen Wert und hoher Bedeutung für den sozialen Frieden grundsätzlich besser geschützt. Hierzu werden Faktoren wie der monetäre Wert von Tieren und Pflanzen sowie die Bevölkerungsdichte herangezogen, so wird etwa der Wert eines Menschenlebens mit 2,2 Mio. € beziffert. Diese Vorgehensweise ist seit den 1950er-Jahren gesetzlich festgeschrieben. 1996 wurden die Niederlande durch ein neues Gesetz in hunderte einzelne Deichringe (niederl. dijkringgebied) mit unterschiedlichen Schutzniveaus eingeteilt. Diese Schutzniveaus legten fest, ob ein Gebiet etwa gegen ein Hochwasserereignis, wie es einmal in 500 Jahren zu erwarten ist, geschützt werden sollte. Die höchsten Niveaus wurden an die Gebiete der Randstad vergeben und sahen Anlagen vor, die vor einem Hochwasser, wie es statistisch einmal in 10.000 Jahren vorkommt, schützen sollten. Mit dem neuen Gesetz vom 29. Januar 2009 wurde diese Einteilung noch einmal aktualisiert und an die zu erwartenden Veränderungen durch den Klimawandel angepasst.

### Flutkatastrophe von 1953 und Bau der Deltawerke

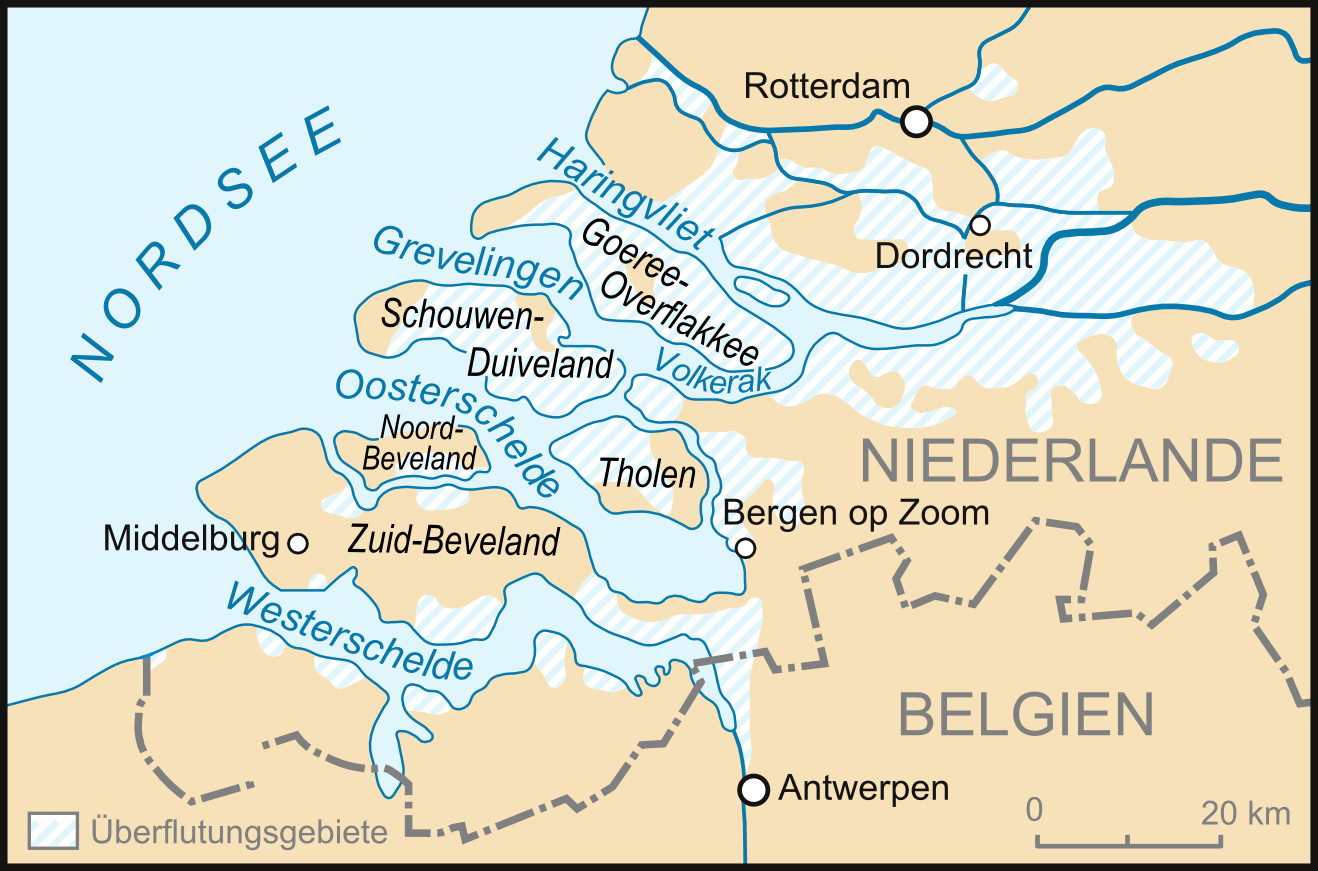
Überflutete Gebiete im Südwesten der Niederlande 1953

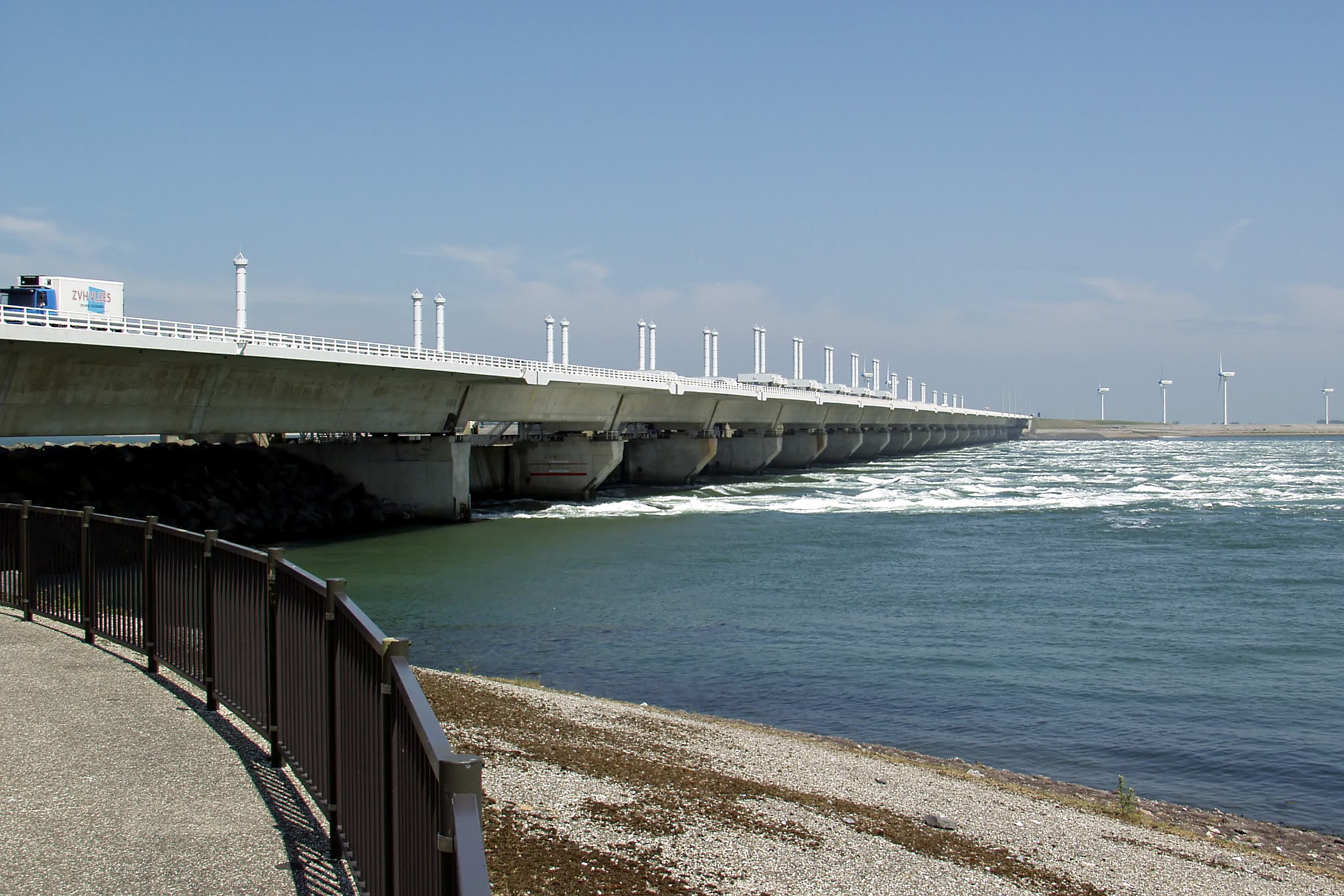
Sturmflutwehr Oosterscheldekering, Teil der Deltawerke

In der Nacht vom 31. Januar auf den 1. Februar 1953 kam es zur schwersten Nordsee-Sturmflut des 20. Jahrhunderts. Während dieses, in den Niederlanden oft einfach de Watersnoodramp (die Hochwasserkatastrophe) genannten, Ereignisses kam es zu schweren Überschwemmungen entlang der Nordseeküste. In den Niederlanden besonders schwer betroffen war das Delta der Flüsse Rhein und Maas sowie der Schelde. Knapp 2.000 Menschen verloren allein in den Niederlanden während der Katastrophe ihr Leben.
Als Folge der Flutkatastrophe entstanden Pläne für den Bau der Deltawerke, eines ambitionierten Projekts zum Schutz der westlichen Küstenabschnitte vor Überschwemmungsereignissen wie im Jahr 1953. Die breiten Meeresarme in der Region wurden verschlossen und die Küstenlinie in der Region damit erheblich verkürzt. Teil der Deltawerke sind unter anderem die großen Sperrwerke Oosterscheldekering und Maeslantkering.

### Überschwemmungen an Flüssen
Auch entlang der großen niederländischen Flüsse kam es immer wieder zu Deichbrüchen und Überschwemmungen, häufig bedingt durch Begradigungen und Kanalisierungen, die die Flüsse ihrer natürlichen Hochwasserflächen beraubten. Starke Regenfälle flussaufwärts oder Schmelzwasser aus den Alpen konnten flussabwärts dann nicht mehr aufgefangen werden und überfluteten regelmäßig bewohnte Gebiete. Als Reaktion auf besonders hohe Wasserstände in den Jahren 1993 und 1995 wurde für die großen Flüsse der Niederlande in Anlehnung an den Entwurf der Deltawerke ein Plan zur Verbesserung des Hochwasserschutzes (niederl. Deltaplan Grote Rivieren) auf den Weg gebracht. Dieser sah unter anderem eine deutliche Verstärkung der Deiche insbesondere entlang des Rheins und der Maas vor.
Des Weiteren wurde 1995 in Zusammenarbeit mit Deutschland, Frankreich, Luxemburg und der Schweiz, die ebenfalls Anteil am Rhein haben, ein Aktionsplan zum Hochwasserschutz an diesem bedeutenden Wasserweg entworfen und bis 2005 umgesetzt. Dieser führte unter anderem zur Einrichtung vernetzter Hochwasser-Warnzentralen und -Vorhersagesysteme. Der insgesamt 4,5 Mrd. € teure Aktionsplan führte zu einer generellen Verbesserung des Hochwasserschutzes in den betroffenen Gebieten, eine Lösung aller Probleme konnte er jedoch nicht bieten.

### Einsatz neuer Technologien
In den letzten Jahren kommen an den niederländischen Küsten vermehrt neue Technologien zum Schutz vor Überschwemmungen zum Einsatz. Ein prominentes Beispiel sind flexible Flutbarrieren, wie sie etwa im Hafen von Spakenburg südlich von Amsterdam eingesetzt werden. Diese Barriere besteht aus einem 300 Meter langen Abschnitt von jeweils 12 cm dicken Kunststoffschotten, die im Normalfall in den Boden eingelassen sind. Bei Hochwasser dringt das Wasser durch kleine Öffnungen im Hafenbecken und drückt die Schotten nach oben, die so eine bis zu 80 cm hohe Barriere bilden. Die Kosten für diese Konstruktion beliefen sich auf etwa 6,6 Mio. €.

### Befestigung der Küsten

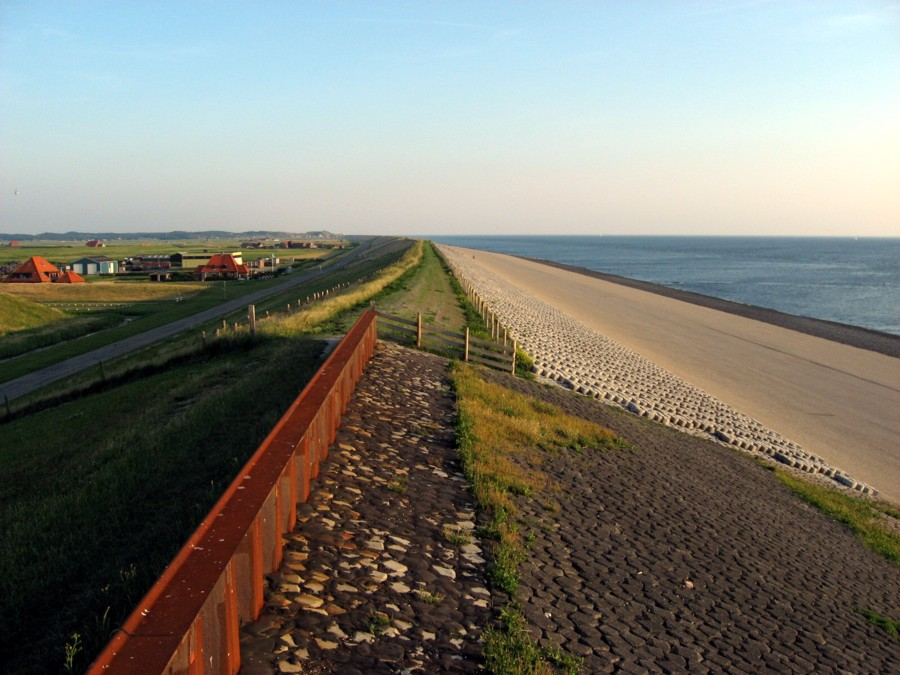
Die Hondsbossche Zeewering vor der Umgestaltung

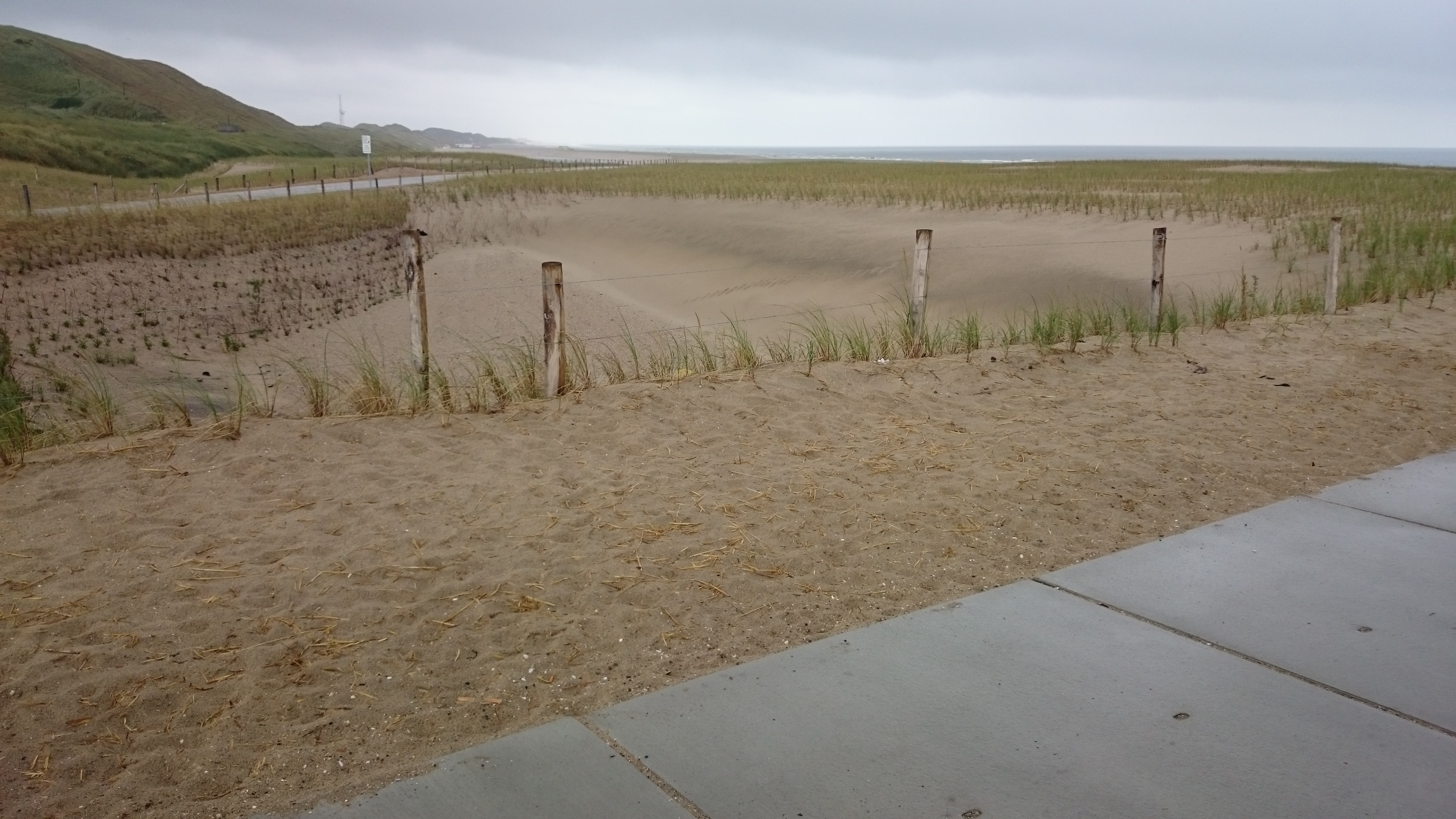
Die neu gestaltete Hondsbossche Zeewering im Juli 2015

Im Zuge des Klimawandels rechnen Forscher mit einem Anstieg des Meeresspiegels der Nordsee um einen bis vier Meter innerhalb der nächsten 100 Jahre. Dies führt dazu, dass bisher als sicher angesehene Küstenbefestigungen und Deiche keinen ausreichenden Schutz mehr bieten und zum Teil massiv erhöht werden müssten. An kritischen Küstenabschnitten wurde daher in jüngster Zeit vermehrt versucht, dem durch Aufspülung neuer Strände entgegenzuwirken. So wurden ab 2014 zwischen den nordholländischen Dörfern Petten und Camperduin 35 Mio. m³ Sand aufgespült, um einen 300 Meter breiten Strand zu schaffen. Als Nebeneffekt entstanden hier außerdem eine 24 Meter hohe Aussichtsdüne, eine Badelagune sowie ein Naturschutzgebiet. Davor war dieser Abschnitt durch die Hondsbossche Zeewering, einen ursprünglich 1792 errichteten unbepflanzten Deich aus Basaltblöcken, geschützt. Für die sich verändernden Umweltbedingungen war dieser Deich jedoch nicht mehr ausreichend und hätte um bis zu vier Meter erhöht werden müssen. Außerdem wäre eine Verlegung von Teilen des Dorfes Petten nötig geworden.
Auch der Abschlussdeich wurde in dem Rahmen erneut bezüglich des Schutzniveaus überprüft und für eine größere Renovierung vorgesehen. Die Arbeiten sollen 2022 abgeschlossen sein.
Wo die seewärtige Verstärkung der Küsten nicht ohne weiteres möglich ist, etwa bedingt durch starke Meeresströmungen, entwarf man Pläne zum Küstenschutz weiter landeinwärts. Ein Beispiel hierfür ist die Region West-Zeeuws-Flanderen, im südlichen Teil der Provinz Zeeland. Hier wurden bereits bestehende Dünen etwa 300 Meter von der Küste entfernt verstärkt und im Hinterland Bäche gegraben, die über einen Gezeitenkanal in die Westerschelde entwässern. So entstand neben dem verbesserten Küstenschutz auch ein neues Naherholungsgebiet mit Lebensräumen für diverse Arten von Küstenvögeln.

## Zukünftige Entwicklungen durch den Klimawandel
Ein tiefliegendes Land mit langen Küstenabschnitten wie die Niederlande könnte zukünftig besonders stark durch den Klimawandel betroffen sein. Erwartet werden neben dem Anstieg des Meeresspiegels höhere Abflussmengen insbesondere an Rhein und Maas während der Wintermonate und trockenere Sommer. Eine Veränderung der Ökosysteme und damit einhergehende Auswirkungen auf Landwirtschaft und Tourismus wird befürchtet. 2007 ließ die niederländische Regierung einen Maßnahmenkatalog zum Umgang mit dem Klimawandel erarbeiten. Dieser sieht unter anderem bis 2050 zusätzlich jährliche Investitionen in einer Höhe von 1,2 bis 1,9 Mrd. € allein für die Anpassung des Sicherheitsniveaus vorhandener Deiche vor. Des Weiteren empfahl die Kommission Deichrückverlegungen an diversen Flüssen, um diesen mehr Raum für natürliche Ausbreitung zu geben und damit stärker ausfallende Hochwasserereignisse auffangen zu können.
Andere Konzepte befassen sich mit dem Entwurf und der Konstruktion sogenannter „schwimmender Städte“, die auf Pontons gebaut werden sollen und damit flexibel auf steigende Pegel reagieren könnten.

## Niederländische Expertise im Ausland
Die jahrhundertelange Erfahrung der Niederländer beim Hochwasserschutz ist im Ausland hoch angesehen. Nach dem verheerenden Hurrikan Katrina entwarfen Niederländische Firmen zum Beispiel neue Hochwasserschutzkonzepte für die Stadt New Orleans im US-Bundesstaat Louisiana.
Flexible Flutbarrieren nach niederländischem Vorbild werden heute beispielsweise in China, Vietnam oder im Vereinigten Königreich gebaut. 2017 gründeten die Niederlande gemeinsam mit Japan und dem Umweltprogramm der Vereinten Nationen das Globale Exzellenzzentrum für Klimaanpassung, mit dem Ziel, Staaten und Regionen zu unterstützen, die Schwierigkeiten haben, sich an die veränderten Klimabedingungen anzupassen. Jährlich exportieren die Niederlande Waren im Wert von etwa 8 Mrd. € in den Bereichen Hochwasser- und Klimaschutz.